# Dischord Records
Dischord ist ein US-amerikanisches Plattenlabel mit Sitz in Washington D.C.

## Geschichte
Dischord wurde 1980 von Ian MacKaye und Jeff Nelson gegründet, als diese zur Auflösung ihrer damaligen Band Teen Idles noch eine Platte veröffentlichen wollten. Als Nächstes gründeten die beiden die Band Minor Threat und nahmen weitere Bands aus dem Großraum Washington unter Vertrag. Die ersten Bands auf Dischord waren S.O.A., Government Issue, Untouchables und Youth Brigade. Anfang 1981 wurde mit  No Policy von S.O.A die zweite Platte auf Dischord herausgebracht. Das Label begann schnell zu wachsen und sich innerhalb der US-Hardcoreszene zu vernetzen. Mit dem Sampler Flex Your Head veröffentlichte das Label 1982 einen der bedeutendsten Tonträger der noch jungen Hardcoreszene. Ab 1983 kam es zu einer Zusammenarbeit mit Southern Records, das zu der Zeit enge Verbindungen zur britischen Punkband Crass hatte, für Dischord den Europavertrieb übernahm und sogar Dischord-Tonträger für den US-Markt presste.
2017 veröffentlichte das Label seinen gesamten Backkatalog als Gratis-Stream auf der Website des Online-Musikdienstes Bandcamp.

## Bands auf Dischord
- Artificial Peace
- Autoclave
- Beauty Pill
- Beefeater
- Black Eyes
- Bluetip
- Branch Manager
- Capitol City Dusters
- Channels
- Circus Lupus
- Dag Nasty
- Daniel Higgs
- Deadline
- Edie Sedgwick
- Egg Hunt
- El Guapo
- Embrace
- Faraquet
- Fidelity Jones
- Fire Party
- French Toast
- Fugazi
- Government Issue
- Gray Matter
- Happy Go Licky
- High Back Chairs
- Holy Rollers
- Hoover
- Ignition
- Iron Cross
- Jawbox
- Joe Lally
- Lungfish
- Make Up
- Marginal Man
- Medications
- Minor Threat
- Necros
- One Last Wish
- Q And Not U
- Rain
- Red C
- Rites of Spring
- Scream
- Severin
- Shudder to Think
- Skewbald/Grand Union
- Slant 6
- Smart Went Crazy
- Soulside
- State of Alert (S.O.A.)
- Teen Idles
- The Crownhate Ruin
- The Evens
- The Faith
- The Nation of Ulysses
- The Pupils
- The Warmers
- Three
- Trusty
- United Mutation
- Untouchables
- Void
- Youth Brigade